# Генеральний прокурор
Генеральний прокурор — посада головного державного обвинувача.

## Етимологія
Слово генеральний використано у значенні "головний".

## Генеральні прокурори в країнах загального права (судово-прецедентного)

### США
У США генеральний прокурор є головою Міністерства юстиції